# 국도 제467호선 (일본)
국도 제467호선(일본어: 国道467号)은 가나가와현 야마토시에서 후지사와시까지 이어지는 일반국도 노선이다. 그러나 이 국도의 실제 연장은 21.3 km의 구간으로 이루어져 있다.

## 노선 정보
- 기점 : 가나가와현 야마토시 산노바라히가시 교차로
- 종점 : 가나가와현 후지사와시 가타세히가시하마 교차로
- 총 연장 : 21.8 km
- 실제 연장 : 21.3 km
- 중용 연장 : 0.5 km

## 지리

### 통과하는 지자체
- 이 도로는 통과하고 있는 곳은 유일하게도 가나가와현 뿐이다. 따라서 경유지는 야마토시와 후지사와시 뿐이다.

### 교차하는 도로
고속도로
- 도메이 고속도로

국도
- 국도 제1호선
- 국도 제246호선
- 국도 제134호선

현도
- 가나가와현도 제40호선
- 가나가와현도 제45호선
- 가나가와현도 제22호선
- 가나가와현도 제42호선
- 가나가와현도 제403호선
- 가나가와현도 제43호선
- 가나가와현도 제30호선
- 가나가와현도 제306호선
- 가나가와현도 제302호선